# Banneret

Couronne héraldique des bannerets.

Dans plusieurs pays européens, banneret est un titre de noblesse ancien, généralement tombé en désuétude. Le porteur de ce titre avait reçu le droit, lors d'une bataille, de porter sa bannière et d'y mener ses vassaux ; honneurs normalement réservés à des titres plus élevés comme baron. Le banneret disposait également des droits féodaux, dont le simple chevalier ou écuyer ne disposait pas forcément. En Espagne, en Italie et dans les pays germaniques, plutôt qu'un titre de noblesse, celui-ci représentait plutôt un privilège, voire une fonction. La femme d'un banneret porte le titre de banneresse.

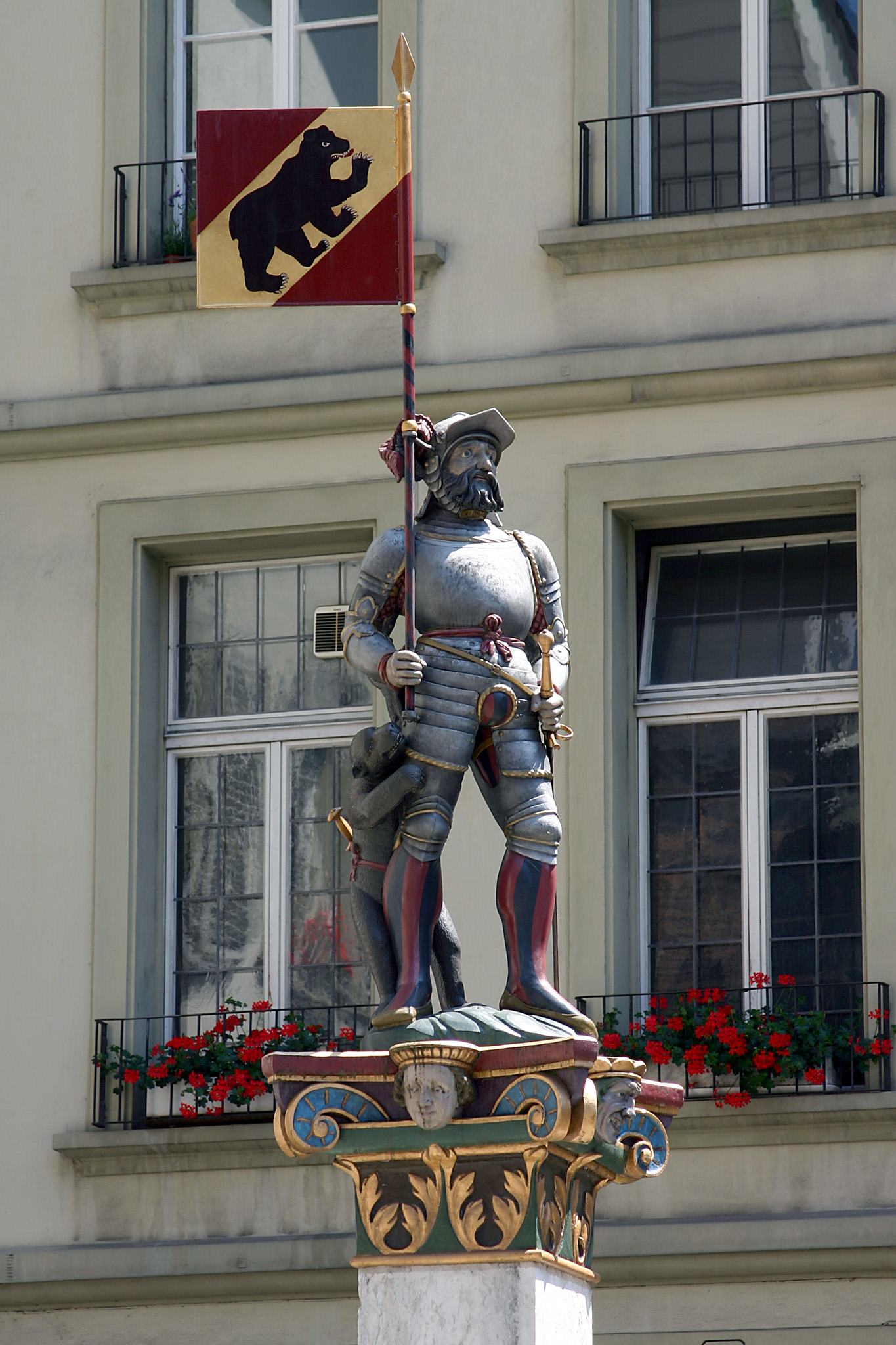
Fontaine du banneret (porteur de drapeau) à Berne.

## Origine du titre en Angleterre et en France
Le banneret est un jeune noble qui, ayant déjà acquis des fiefs (par héritage, mariage ou autrement), se présente à l'armée avec plusieurs vassaux sous sa bannière. C'est un titre de noblesse tombé en quasi-désuétude depuis la fin du Moyen Âge.
Les chevaliers bannerets apparaissent sous Philippe Auguste. C'était d'abord un titre militaire. La création des chevaliers bannerets permettait aux chefs d'armées de regrouper leurs troupes dans des unités placées autour de bannières. Le titre de banneret était accordé à des seigneurs d'importance qui n'étaient pas obligatoirement des barons, des comtes ou des ducs, mais « puissant de lainage, de terre et de mise » (Chroniques de Jean II). Un banneret pouvait être accompagné de quelques dizaines de combattants placés sous ses ordres.
Le rang de banneret correspondait à un niveau dans l'échelle des gages. Les comtes et les ducs ne bénéficiaient pas de gages particuliers en France. Ils étaient payés comme chevaliers bannerets ou écuyers bannerets. En Angleterre il y avait des gages différents pour les ducs, les comtes et les bannerets.
Si en France, ils disparurent avec la création des compagnies d'ordonnance sous Charles VII, en Angleterre, ils perdurèrent jusqu'au XIXe siècle.

## Le titre de banneret en France
À l'époque moderne, le titre de banneret a été intégré à la hiérarchie nobiliaire. Il se situe entre chevalier et baron.
Au sein de ce titre particulier, on trouve encore trois catégories ou trois appellations : banneret, chevalier-banneret, et, plus rare, écuyer-banneret. Le banneret simple ou le seigneur-banneret détenait ce titre de par le rang de son fief, auquel était attachée la bannière. Le chevalier-banneret tenait lui généralement son titre de ses mérites personnels sur le champ de bataille, où le souverain le remarquait et lui accordait ce titre. C'était également le même principe pour l'écuyer-banneret, sauf qu'il ne pouvait se faire appeler « messire », ni porter des éperons d'or, faute d'avoir été fait chevalier. À la fin du Moyen Âge, lorsque le titre est tombé en désuétude, les bannerets furent souvent assimilés au rang et au titre de chevalier. Ainsi la couronne héraldique des bannerets devint celle des chevaliers, qui abandonnèrent leur tortil comme signe d'appartenance héraldique à la chevalerie.
Avant le XIVe siècle, on trouve également la trace d'un titre de baron-banneret. Ces barons se nommaient ainsi pour avoir acquis leur titre sur le champ de bataille et non par l'acquisition d'une baronnie. En principe, ils étaient auparavant chevalier-banneret.

## En Angleterre
En Angleterre ce titre ne pouvait être conféré que par le souverain et uniquement sur le champ de bataille. Tombé en désuétude à l'époque moderne, ce titre disparaît du tableau de préséance britannique dans la deuxième moitié du XIXe siècle. Il semblerait que l'une des dernières fois où il aurait été attribué, serait lors de l'année 1773, à des officiers et amiraux de la marine britannique. Le rang de ce titre se situait entre baron et baronnet.

## En Suisse
En Suisse, un banneret (ou banderet, bandelier ; en allemand Venner, ou Bannerherr, Pannerherr, Bannermeister ; en italien alfiere, ou banderale) était à l'origine un porte-drapeau dans la milice d'un prince, d'une ville ou d'une région. Cette charge perd peu à peu son caractère purement militaire, et dès le XVIe siècle, dans certains cantons, devient purement civile. C'est une très haute charge, parfois la seconde en importance, et même, dans le cas du canton de Schwytz, la plus haute. À Berne, l'institution acquiert un grand poids, elle est systématiquement rattachée à l'un des quatre corps de métiers les plus influents (les boulangers, les bouchers, les forgerons et les tanneurs). Le terme de banneret s'est maintenu dans certains cantons jusqu'au XIXe siècle.

## En Allemagne
En Allemagne, Bannerherr (banneret) est plus un privilège qu'un titre de noblesse, mais ses attributs étaient les mêmes qu'en France. Mais contrairement à la France, le noble qui obtenait ce privilège était considéré de même rang que les barons, sauf si son titre était celui de chevalier dont il gardait le rang. Il prenait alors le nom de chevalier-banneret. La désuétude de ce titre semble beaucoup plus tardive que dans les autres pays ; à la fin du XVIIe siècle il est toujours décerné.

## Aux Pays-Bas
Le titre de banneret (baanderheer) équivalait à celui de baron; le fief du banneret était d'ailleurs appelé « baronnie ». Par la suite les titres de bannerets ont disparu, car ils ont tous évolué en celui de baron.